# Gogolewskoje
Gogolewskoje (russisch Гоголевское, deutsch Althof, Kreis Gerdauen) ist ein Ort in der russischen Oblast Kaliningrad (Gebiet Königsberg (Preußen)) und gehört zur Gorodskoje posselenije Schelesnodoroschnoje (Stadtgemeinde Schelesnodoroschny (Gerdauen)) im Rajon Prawdinsk (Kreis Friedland (Ostpr.)).

## Geographische Lage
Gogolewskoje liegt 23 Kilometer südöstlich der Rajonshauptstadt Prawdinsk (Friedland (Ostpr.)) und zwei Kilometer nordwestlich der früheren Kreisstadt Schelesnodoroschny (Gerdauen) an einer Nebenstraße (Teilstück der früheren deutschen Reichsstraße 141), die Schelesnodoroschny mit Druschba (Allenburg) an der russischen Fernstraße R 514 verbindet.
Ein Bahnanschluss besteht nach der Betriebsaufgabe der Bahnstrecke Toruń–Tschernjachowsk (Thorn–Insterburg) auf dem russischen Teilabschnitt seit dem Jahre 2001 nicht mehr.

## Geschichte
Der ehedem Althof genannte Ort war ursprünglich ein Vorwerk von Gerdauen (russisch: Schelesnodoroschny), der Kreisstadt des Landkreises Gerdauen im Regierungsbezirk Königsberg der preußischen Provinz Ostpreußen. Mit Döhrings (russisch: Derschawino), Neuhof (Sowchosnoje), Vw./Fhs. Trausen (Aiwasowskoje), Adamswalde (Nowo-Galitscheski) und Christinenfeld (ebenfalls: Sowchosnoje)  gehörte Althof zum Gut Kinderhof bei Gerdauen, und in Althof befand sich der Mittelpunkt der Pferdezucht in Schloss Gerdauen.
Nur vier Kilometer südlich des Ortes wurde 1945 die Grenze zwischen Polen und der Sowjetunion gezogen, und Althof kam zum sowjetischen Teil. 1950 erhielt es den russischen Namen „Gogolewskoje“ nach dem Schriftsteller Nikolai Wassiljewitsch Gogol und gehörte fortan zum Rajon Prawdinsk (Kreis Friedland (Ostpr.)). Bis zum Jahre 2009 war Gogolewskoje in den Wischnjowski sowjet (Dorfsowjet Wischnjowoje (Altendorf, Kreis Gerdauen)) eingegliedert und ist seither – aufgrund einer Struktur- und Verwaltungsreform – eine als „Siedlung“ (russisch: possjolok) eingestufte Ortschaft innerhalb der Gorodskoje posslenije Schelesnodoroschnoje (Stadtgemeinde Schelesnodoroschny (Gerdauen)).

## Kirche
Die mehrheitlich evangelische Bevölkerung von Althof war vor 1945 in das Kirchspiel Gerdauen (russisch: Schelesnodoroschny) im gleichnamigen Kirchenkreis innerhalb der Kirchenprovinz Ostpreußen der Kirche der Altpreußischen Union eingepfarrt.  
Heute liegt Gogolewskoje im Einzugsbereich der Auferstehungskirchengemeinde in Kaliningrad (Königsberg (Preußen)) innerhalb der Propstei Kaliningrad der Evangelisch-Lutherischen Kirche Europäisches Russland (ELKER). 